# Perché l'amore qualche volta ha paura
Perché l'amore qualche volta ha paura è un romanzo del 2009 di Guillaume Musso, pubblicato in Italia dalla Sperling & Kupfer.

## Trama
San Francisco, estate 1995. 

Gabrielle ha vent'anni, frequenta il terzo anno di università a Berkeley. Martin si è appena laureato in legge alla Sorbona, ed è in vacanza negli Stati Uniti. Si amano, con l'intensità della prima volta, quando ci si crede ancora. È come vivere un grande sogno, ebbri di felicità ma anche di paura. Paura di soffrire. Perché Martin deve tornare a casa, a Parigi. Non può più rimandare, come già ha fatto una volta, cedendo all'irresistibile richiamo di quel Resta ancora sussurrato fra i singhiozzi da Gabrielle. Così la realtà, alla fine, ha la meglio. Ed è brutale, e fa male.

Parigi, settembre 1995. 

Il cielo è nero, è già autunno qui. Martin è appena atterrato e di colpo detesta il suo Paese, perché non è quello di Gabrielle. Per la prima volta si rende conto che stanotte non dormirà con lei. Allora le telefona, subito. E le scrive. A quei tempi Internet non c'era ancora, e una lettera d'amore impiegava dieci giorni per arrivare oltreoceano. Allora, quando si scriveva Ti amo, bisognava aspettare tre settimane la risposta. E, a vent'anni, aspettare tre settimane è assolutamente disumano. A poco a poco, le lettere di Gabrielle si fanno sempre più rare, finché non arrivano più. Natale si avvicina, e Martin le scrive un'ultima lettera, accompagnata da un biglietto aereo datato 24 dicembre.

 Manhattan, 24 dicembre 1995.

Verrà, Martin ne è sicuro. Verrà. L'aspetta, per 14 ore. Ma alla fine si arrende: ha puntato tutto, e ha perso tutto. Non solo l'amore, anche la speranza, in una notte di Natale, nel freddo di un bar.

San Francisco, ai giorni nostri. 

Martin è diventato un poliziotto famoso. La delusione di tanti anni prima lo ha reso duro, chiuso in una solitudine profonda, quella che nasce dal dolore. Ha un'unica ragione di vita: catturare Archibald McLean, forse il più ricercato ladro di opere d'arte mai esistito. Ormai è un'ossessione. Per questo è tornato in una città che aveva giurato di non rivedere mai più.